# 마리카 (가수)
마리카(Marika, 1980년 12월 14일 ~ )는 폴란드의 싱어송라이터, 라디오 DJ이다.